# Another Lesson in Violence
Another Lesson in Violence  címmel jelent meg az amerikai Exodus együttes második koncertlemeze 1997. július 8-án. Az album az együttes pályájának jelentős változásai után jelent meg a Century Media kiadásában. Az 1992-ben megjelent Force of Habit album megjelenése után öt évig inaktív korszak következett, majd 1997-ben újra turnéra indult a zenekar. Az énekes az a Paul Baloff lett, aki a debütáló Bonded by Blood albumon énekelt, és 1986-ban kiszállt a zenekarból. Tom Hunting dobos szintén visszatért a zenekarba, aki a kezdetektől fogva 1989-ig volt zenekari tag. Korábban a Fabulous Disaster turnéja előtt lépett ki betegségre hivatkozva. A basszusgitárt pedig egy újonnan csatlakozott zenész Jack Gibson kezelte. A koncert felvétele 1997. március 8-án került rögzítésre a San Franciscobanban található The Trocadero-ban. A koncertanyag érdekessége, hogy az A Lesson in Violence dalban Robb Flynn is vendégszerepel.
Mivel újra Paul Baloff lett az énekes, a koncertek alkalmával elsősorban a vele készült Bonded By Blood anyag alkotta a repertoár nagy részét.
Az album produceri feladatait az együttes mellett Andy Sneap látta el, akivel a későbbiekben is számos alkalommal dolgoztak együtt. Első stúdióalbumuk amelyen közösen dolgoztak a 2004-es, visszatérésnek is tekinthető Tempo of the Damned lett.
Az "Another Lesson in Violence" kedvező fogadtatásban részesült. Az AllMusic kritikája ugyan csak három pontot adott rá a lehetséges ötből, de kiemelte a felvétel elképesztő nyers és élő hangzását. A Sputnikmusic négy és fél pontot adott rá, és teljesen lenyűgöző és hibátlan anyagként írt róla. Kiemelte a zenekar sebes játékát, a "nagyszerű énekteljesítményt", a "fantasztikus gitármunkát" és a "csúcsminőségű örült dobolást". A szerző a "legjobb metal koncertalbumnak" nevezte, és "bátran ajánlja  mindenkinek, aki távolról érdeklődik a thrash metal iránt".
Az 1997-es visszatérés nem sikerült tartósnak. Új nagylemezt nem adtak ki, és 1998 elején néhány hónappal az album megjelenése után ismét leállt a zenekar. Három év után, 2001-ben ismét aktiválták magukat, de 2002. február 2-án Paul Baloff stroke következtében elhunyt. Helyére visszahívták Steve "Zetro" Souza-át aki korábban is Baloff-ot helyettesítette 1986-tól 1993-ig.

## Számlista
|     | Cím                      | Hossz |
| --- | ------------------------ | ----- |
| 1.  | Bonded by Blood          | 3:34  |
| 2.  | Exodus                   | 4:29  |
| 3.  | Pleasures of the Flesh   | 8:14  |
| 4.  | And Then There Were None | 5:58  |
| 5.  | Piranha                  | 5:42  |
| 6.  | Seeds of Hate            | 6:00  |
| 7.  | Deliver Us to Evil       | 8:29  |
| 8.  | Brain Dead               | 5:22  |
| 9.  | No Love                  | 6:41  |
| 10. | A Lesson in Violence     | 5:58  |
| 11. | Impaler                  | 6:09  |
| 12. | Strike of the Beast      | 8:13  |

## Tagok
- Paul Baloff – Ének
- Gary Holt – Gitár
- Rick Hunolt – Gitár
- Jack Gibson – Basszusgitár
- Tom Hunting – Dob

## További tudnivalók
- Exodus – Producer[4]
- Andy Sneap – Producer
- Gary Holt – Zeneszerző
- Tom Hunting – Zeneszerző
- Steven Remote – hangmérnök